# Podarcis guadarramae
Podarcis guadarramae Boscá, 1916 è un rettile squamato della famiglia dei Lacertidi.

## Descrizione
Si tratta di un complesso di sauri relativamente piccoli (lunghezza del corpo massimo 5–7 cm), esili e appiattiti, con testa corta e muso appuntito. A differenza della lucertola muraiola, lo scudo temporale è solitamente piccolo e poco vistoso e le squame dorsali lisce. La colorazione di questi animali poco appariscenti è estremamente variabile, con base marrone chiara, grigia o verdastra. I fianchi, solitamente di colore più scuro rispetto alla parte centrale del dorso, sono ornati da un motivo variabile di macchie chiare e scure che spesso si susseguono sotto forma di bande longitudinali, soprattutto nelle femmine; i maschi esibiscono spesso anche un motivo reticolato. Nel caso sia presente una banda mediana dorsale scura, questa è (al contrario che nella lucertola muraiola) solitamente meno pronunciata rispetto alle bande laterali. Il ventre è biancastro, giallognolo o lievemente rosato, senza macchie; anche la gola non presenta macchie ma talvolta piccoli punti neri. Gli esemplari giovani sono caratterizzati da una coda turchese.

## Biologia
In molte zone della Spagna e del Portogallo, P. guadarramae è uno dei rettili più comuni. Studi genetici hanno rivelato che si tratta di un complesso ancora giovane dal punto di vista evolutivo, formato da specie e sottospecie (o «morfotipi») molto simili tra loro e, fino a pochi anni fa, riunite tutte sotto il nome di Podarcis hispanicus. Attualmente si distinguono almeno cinque specie appartenenti al cosiddetto complesso P. hispanicus in senso stretto, alcune delle quali riconosciute solo di recente, dal 2014, come P. guadarramae. Tutte le lucertole spagnole sono rettili diurni che si arrampicano con grande agilità su pareti e rocce, dove amano prendere il sole. In molte aree questi animali sono attivi per tutto l'anno, con la principale stagione riproduttiva tra i mesi di febbraio e aprile. A seconda della regione, le femmine depongono nel terreno da 2 a 5 uova per 2-3 volte l'anno. La dieta è costituita da piccoli insetti, bruchi e altri artropodi.

## Distribuzione e habitat
P. guadarramae è un endemismo iberico limitato alle regioni centro-occidentali della penisola. Verso ovest l'areale si estende attraverso la parte settentrionale del Portogallo, spingendosi fino alla Serra da Estrela a sud, e la Galizia meridionale (province di Pontevedra e di Ourense). Nell'interno la specie si incontra attraverso il Sistema Centrale nelle sierre di Guadarrama, Béjar, Gredos, Peña de Francia e Gata e nelle sierre minori ad esse limitrofe. Nella maggior parte del suo areale vive nelle zone rocciose e pietrose e sui muretti, fatta eccezione per le zone sabbiose nei boschi di Pinus pinaster situati nel nord del Sistema Centrale delle province di Segovia e Valladolid, dove si incontra sul terreno.

## Tassonomia
La forma nominale P. g. guadarramae Boscá, 1916 (ex morfotipo 1B) è diffusa in Spagna centrale, sugli altopiani a nord-ovest di Madrid (per esempio Sierra de Guadarrama, Sierra de Gredos), mentre P. g. lusitanicus Geniez, Sá-Sousa, Guillaume, Cluchier e Crochet, 2014 (ex morfotipo 1A) occupa l'areale di distribuzione nord-occidentale (parte settentrionale del Portogallo a partire dalla Serra da Estrela e territori limitrofi della Spagna nord-occidentale).